# فضيحة انبعاثات فولكس فاجن

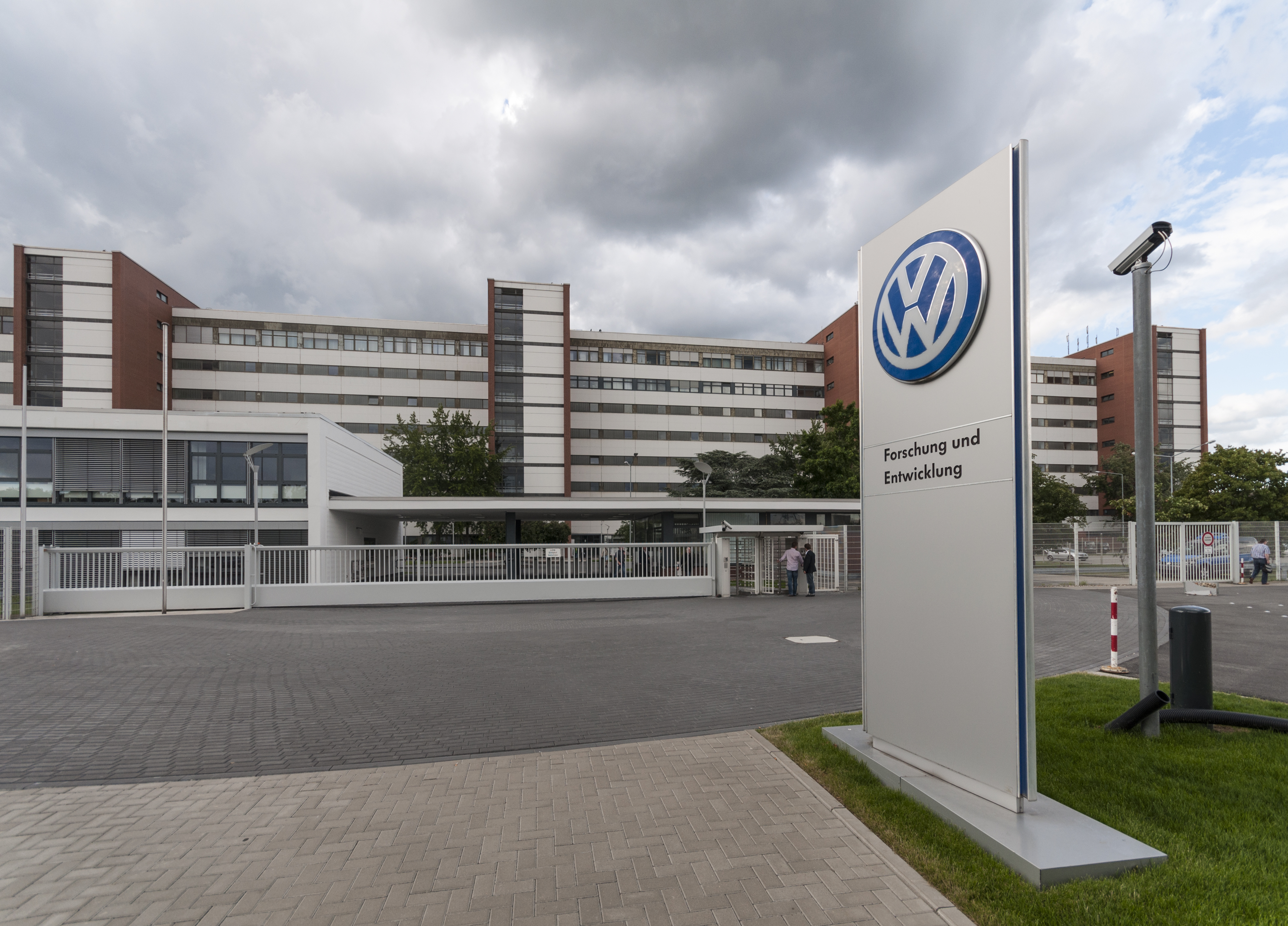

فضيحة انبعاثات فولكس فاجن  (المعروفة أيضا باسم "emissionsgate" أو "dieselgate") اندلعت في 18 أيلول / سبتمبر عام 2015 عندما أصدرت وكالة حماية البيئة الأمريكية (EPA) إشعاراً بمخالفة قانون الهواء النظيف (Clean Air Act) إلى مجموعة فولكس واجن الصانعة للسيارات، وذلك بعد أن وُجد أن فولكس فاجن قد تعمدت برمجة توربو الحقن المباشر (TDI) لمحركات الديزل إلى تفعيل بعض الانبعاثات فقط خلال مختبر اختبار الانبعاثات. تسبب برمجة مخرج غازات الـ NOx الخاص بالمركبات لكي يقابل معايير الولايات المتحدة خلال التجارب التنظيمية، ولكن هذه المخارج تبعث غازات الـ ما يصل إلى 40 مرة أكثر عند القيادة على أرض الواقع. فولكس فاجن وضعت هذه البرمجة في نحو أحد عشر مليون سيارة في جميع أنحاء العالم،500,000 في الولايات المتحدة خلال نموذج عام 2009 إلى 2015.

## الملاحظات
1. ↑  وصلة مرجع: http://www.faz.net/aktuell/wirtschaft/abgasskandal-staatsanwaltschaft-ermittelt-gegen-bosch-15386973.html.
2. ↑  "'It Was Installed For This Purpose,' VW's U.S. CEO Tells Congress About Defeat Device". NPR. 8 أكتوبر 2015. مؤرشف من الأصل في 2018-05-21. اطلع عليه بتاريخ 2015-10-19.
3. ↑  "EPA, California Notify Volkswagen of Clean Air Act Violations / Carmaker allegedly used software that circumvents emissions testing for certain air pollutants". US: EPA. 18 سبتمبر 2015. مؤرشف من الأصل في 2017-03-02. اطلع عليه بتاريخ 2016-07-01.
4. ↑  Jordans، Frank (21 سبتمبر 2015). "EPA: Volkswagon Thwarted Pollution Regulations For 7 Years". CBS Detroit. Associated Press. مؤرشف من الأصل في 2018-06-24. اطلع عليه بتاريخ 2015-09-24.
5. ↑  "Abgasaffäre: VW-Chef Müller spricht von historischer Krise". Der Spiegel. Reuters. 28 سبتمبر 2015. مؤرشف من الأصل في 2017-12-06. اطلع عليه بتاريخ 2015-09-28.
6. ↑  Ewing، Jack (22 سبتمبر 2015). "Volkswagen Says 11 Million Cars Worldwide Are Affected in Diesel Deception". نيويورك تايمز. مؤرشف من الأصل في 2018-04-14. اطلع عليه بتاريخ 2015-09-22.
7. "Volkswagen under investigation over illegal software that masks emissions"، الغارديان، مؤرشف من الأصل في 2019-07-24
8. Fisher، Jake (9 أكتوبر 2015)، "Consumer Reports Tests VW Diesel Fuel Economy, Performance in 'Cheat' Mode; Tests reveal different results when the 'cheat' settings are used in the real world"، Consumer Reports، مؤرشف من الأصل في 2019-10-14
9. Davenport، Coral؛ Ewing، Jack (18 سبتمبر 2015)، "VW Is Said to Cheat on Diesel Emissions; U.S. Orders Big Recall"، نيويورك تايمز، مؤرشف من الأصل في 2019-10-08، اطلع عليه بتاريخ 2015-09-18
10. Plungis، Jeff (27 سبتمبر 2015)، "Carmakers cheating on emissions almost as old as pollution tests"، Daily Herald  [لغات أخرى]‏، مؤرشف من الأصل في 2019-10-10 {{استشهاد}}: الوسيط غير المعروف |agency= تم تجاهله (مساعدة)صيانة الاستشهاد: علامات ترقيم زائدة (link)
11. "Auto makers and EPA split victories on '73 vehicles"، Chronicle-Telegram،  – via Newspaperarchive (التسجيل مطلوب) ، 22 يناير 1973
12. "Defeat Devices Must Go"، The News Herald  [لغات أخرى]‏،  – via Newspaperarchive (التسجيل مطلوب) ، 23 يناير 1973 {{استشهاد}}: الوسيط غير المعروف |agency= تم تجاهله (مساعدة)صيانة الاستشهاد: علامات ترقيم زائدة (link)
13. "VW emissions 'defeat device' isn't the first"، AutoWeek، 24 سبتمبر 2015، مؤرشف من الأصل في 2019-03-05، اطلع عليه بتاريخ 2015-09-26
14. Myers، Laura (1 ديسمبر 1995)، "Cadillacs Recalled To Remove Illegal Device"، بوفالو نيوز، Buffalo, New York:  – via HighBeam (التسجيل مطلوب) ، مؤرشف من الأصل في 2017-07-01 {{استشهاد}}: الوسيط غير المعروف |agency= تم تجاهله (مساعدة)
15. Alexander، David E. (أغسطس 1998)، Clean Air Act Prohibits 'Defeat Devices' in Vehicles, Engines; Honda to Spend $267 Mil, Ford $7.8 Mil. to Settle Charges (PDF)، وكالة حماية البيئة الأمريكية، مؤرشف من الأصل (PDF) في 2020-04-14
16. Mack Trucks Diesel Engine Settlement، وكالة حماية البيئة الأمريكية، 22 أكتوبر 1998، مؤرشف من الأصل في 2019-10-10
17. Volkswagen AG (VOW.DE) Historical Prices، Yahoo! Finance، مؤرشف من الأصل في 2016-03-16، اطلع عليه بتاريخ 2015-10-05